# Bacino di Mosca
Il bacino di Mosca è una regione della Russia europea, parte del Bassopiano russo. È una pianura delimitata da modesti rilievi: il Rialto del Valdaj a ovest, il Rialto centrale russo a sud-ovest e le Alture del Volga a sud-est; a nord è delimitato da bassi rilievi morenici, tra il Lago Onega e gli Urali. È detto "Bacino di Mosca" sebbene la città di Mosca vi si trovi in posizione marginale; è un importante bacino sedimentario e un elemento strutturale tettonico nel cratone stabile dell'Europa orientale, ampiamente studiato dai geologi russi e scandinavi.

## Formazione e storia geologica
Lo scudo Fennoscandia e i suoi componenti, la piattaforma Russa e lo Scudo baltico costituiscono gran parte del cratone dell’Europa orientale. La roccia basale cristallina si è formata tra 2 miliardi e 1,65 miliardi di anni fa, con la maggior parte dell'attività terminata circa 1,75 miliardi di anni fa. Le rocce furono poi interessate dall'orogenesi svecofennide.
Alcune delle rocce sedimentarie più antiche del bacino di Mosca risalgono al tardo Riphean, sotto forma di siltite e calcare. Durante questo periodo si formò il rift di Mosca e l'estensione del cratone dell'Europa orientale seguì la precedente compressione e inversione. Un ambiente marino poco profondo apparve nel tardo Vendiano e si estese fino al Cambriano inferiore.
Nel tardo Cambriano si svilupparono condizioni marine più profonde formando scisto e siltite. Carbonati depositati durante il ritorno a condizioni marine meno profonde nell'Ordoviciano e nel Siluriano. Una discontinuità dal Siluriano al Devoniano suggerisce un sollevamento e un'importante inversione, seguita da deposizioni intermittenti di carbonato e scisto attraverso il Carbonifero e il Permiano . Grandi depositi di arenaria risalenti al Triassico indicano un possibile ambiente deltizio fluviale. Durante il Paleozoico e attraverso il Mesozoico il Sukhona Swell e l'Arco di Sukhon si formarono vicino al bacino sopra il precedente Soligalich Graben-Trough.